# Palais Tufarelli
Le palais Tufarelli est un palais monumental du centre historique de Naples, situé via Benedetto Croce.

## Histoire et description
L'emplacement du palais, à l'origine, faisait probablement partie de la propriété vénitienne du Palazzo Venezia. La propriété a été reconstruite au XVIe siècle dans le style de la renaissance napolitaine pour les comtes Tufarelli. La vente de la propriété par la République de Venise aux Tufarelli, au XVIIIe siècle, a conduit à un renouvellement de l'architecture de l'ensemble du bâtiment : création de l'escalier extérieur, d'une deuxième cour, et des décorations en stuc. 
On entre dans le palais par l'intermédiaire d'un hall orné de stuc avec les armoiries de la famille Tufarelli peintes au plafond. Sur les murs on peut encore remarquer les anneaux où étaient attachés les chevaux. La cour donne sur le grand escalier caractéristique du XVIIIe siècle napolitain, ouvert à deux rampes symétriques et courbes. Par un passage, on accède à la petite cour.